# Amilcar (automóviles)
Amilcar es un antiguo fabricante de automóviles francés, establecido en Saint-Denis. La sociedad, célebre por sus coches deportivos ligeros en la categoría de los autociclos, estuvo activa entre 1921 y 1939.
El nombre «Amilcar» procede de un anagrama libremente compuesto a partir de los apellidos de los dos fundadores: Joseph Lamy y Émile Akar.

## Historia

### Los comienzos

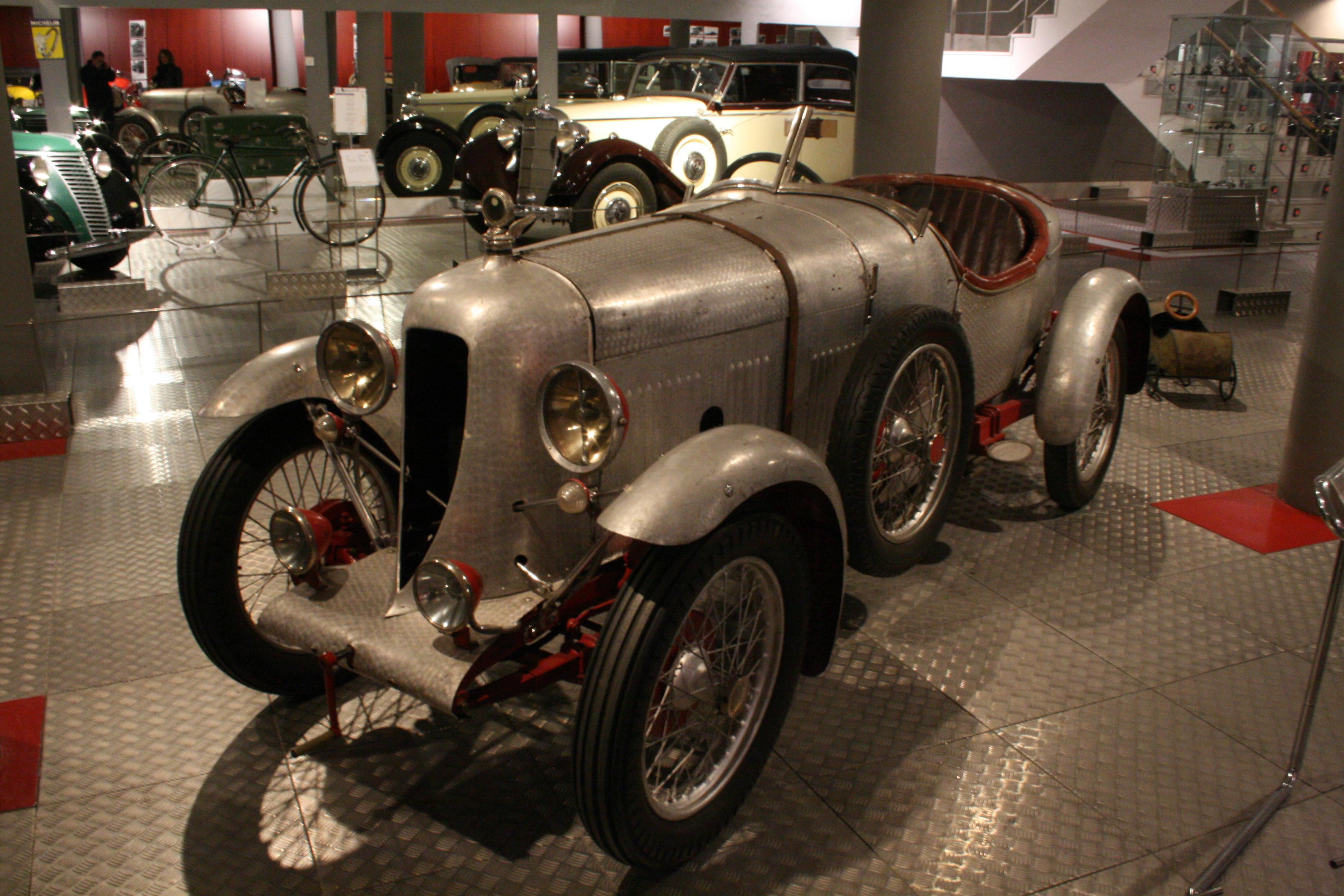
Amilcar CGS3, 1927

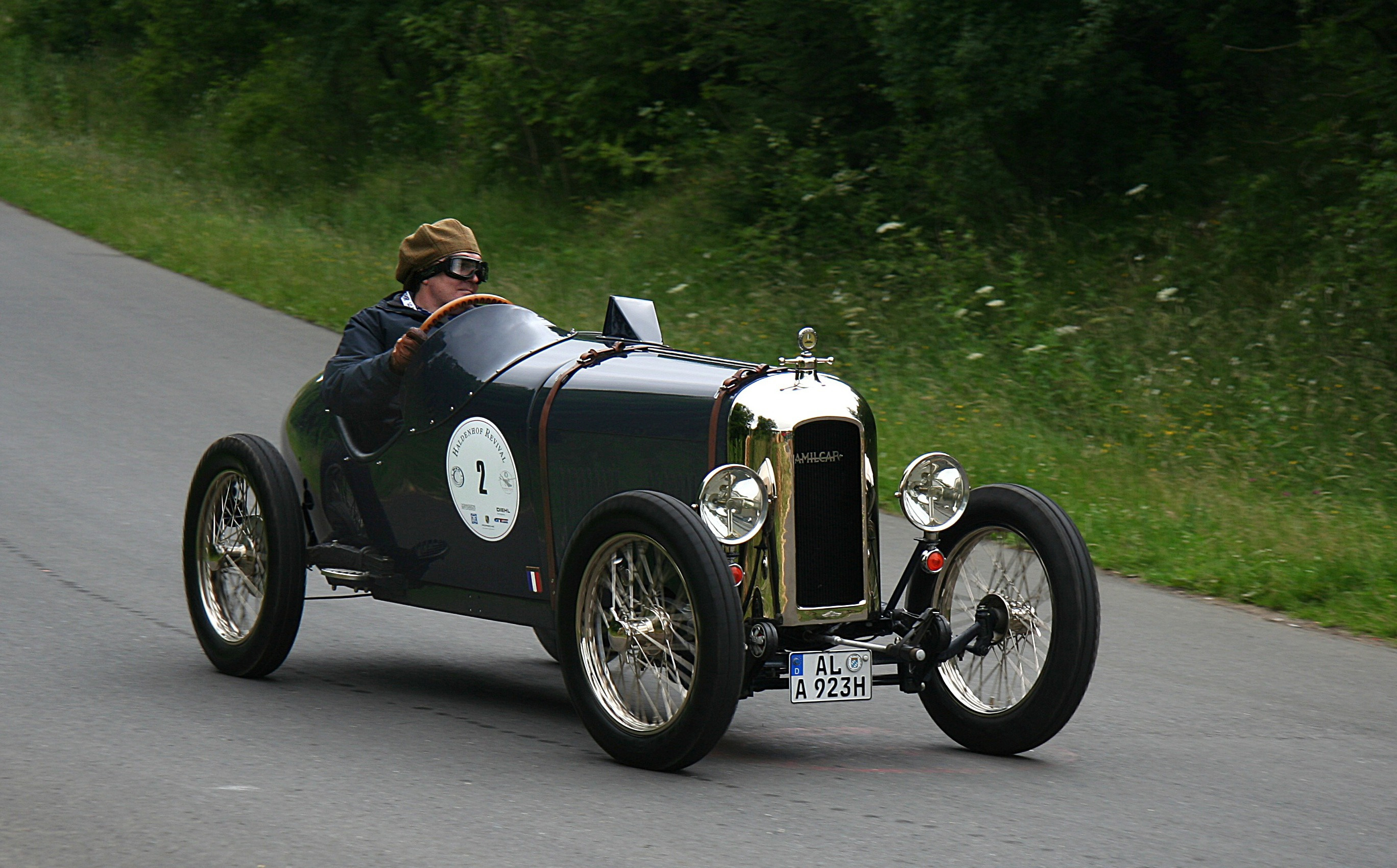
Amilcar CS de 1923

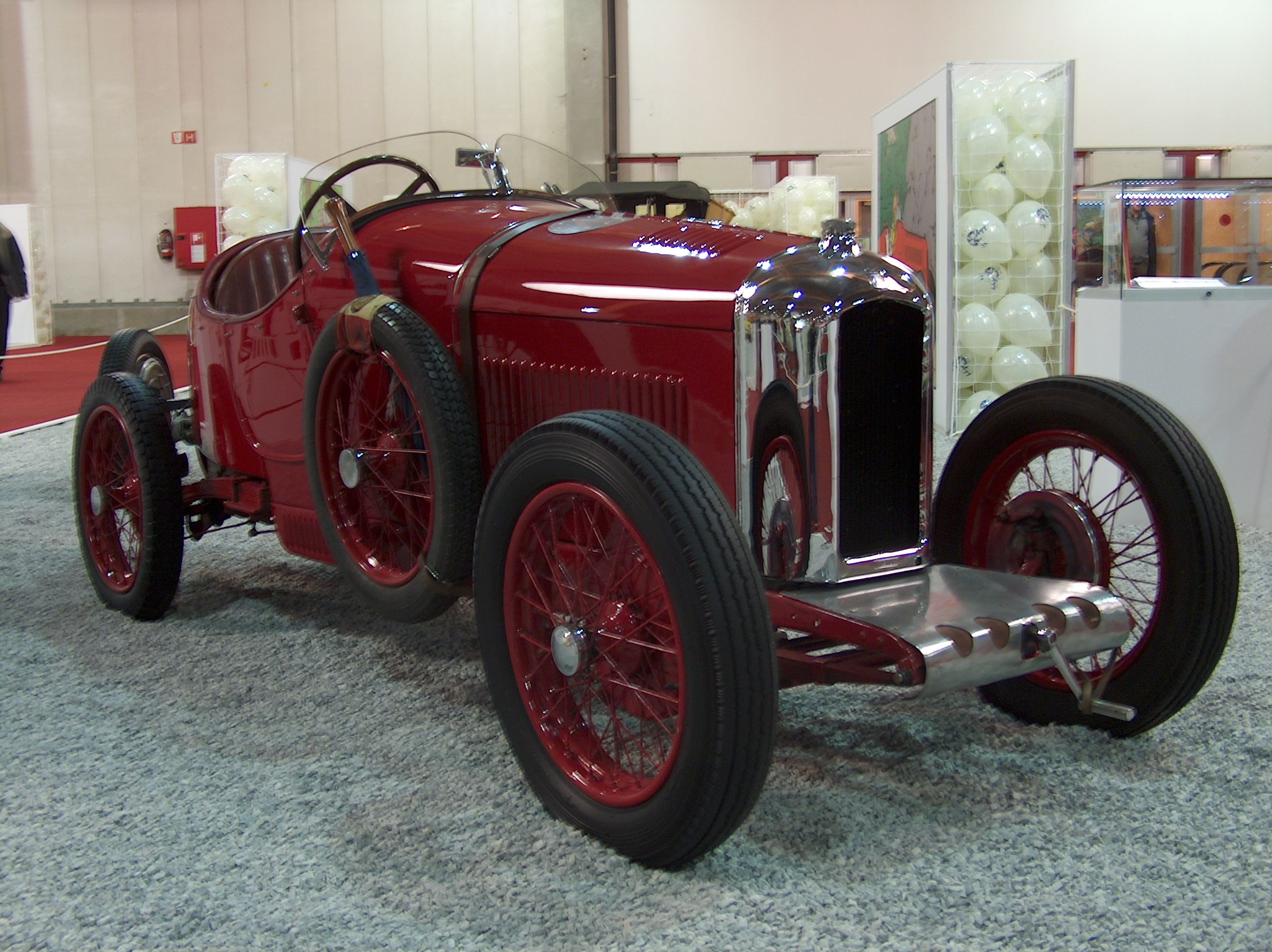
Coche de carreras Amilcar CGSS

La primera realización de la marca presentada al Salón de París en 1921 fue el tipo CC, que recordaba al automóvil Le Zèbre de antes de la Primera Guerra Mundial, porque su diseñador original, Edmond Moyet, empezó a trabajar en Amilcar. Se trataba de un vehículo de dos plazas, impulsado por un motor de cuatro cilindros en línea de 903 cc con válvulas laterales, y una caja de cambios de tres velocidades. Su velocidad máxima era de 75 km/h.
Al año siguiente se lanzaron dos nuevos modelos: el tipo CS, versión deportiva de bastidor corto, y el tipo C4, una voiturette familiar de bastidor largo con cuatro asientos, ambos impulsados por un motor de 1004 cc.   

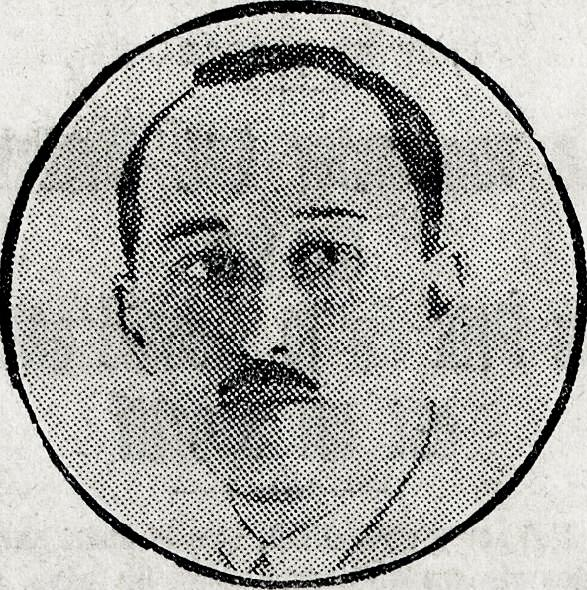
Marcel Sée, administrador de los automóviles Amilcar, en junio de 1928

El Amilcar más célebre fue el CGS («Châssis Grand Sport»), presentado en el Salón de París de 1923, con un motor elevado a 1074 cc y frenos a las cuatro ruedas (patente Amilcar), aunque carecía de diferencial.
Tres años más tarde, este coche dio paso al modelo más deportivo de los Amilcar, el CGSS («Châssis Grand Sport Surbaissé»). Construidos bajo licencia en otros países, estas voiturettes se llamaban «Pluto» en Alemania, «Grofri» en Austria y «Amilcar-Italiana» en Italia.
A finales de los años 1920, los dos socios fundadores, Lamy y Akar, abandonaron Amilcar, quedando la gestión en manos de un  veterano administrador, Marcel Sée.

### Competición

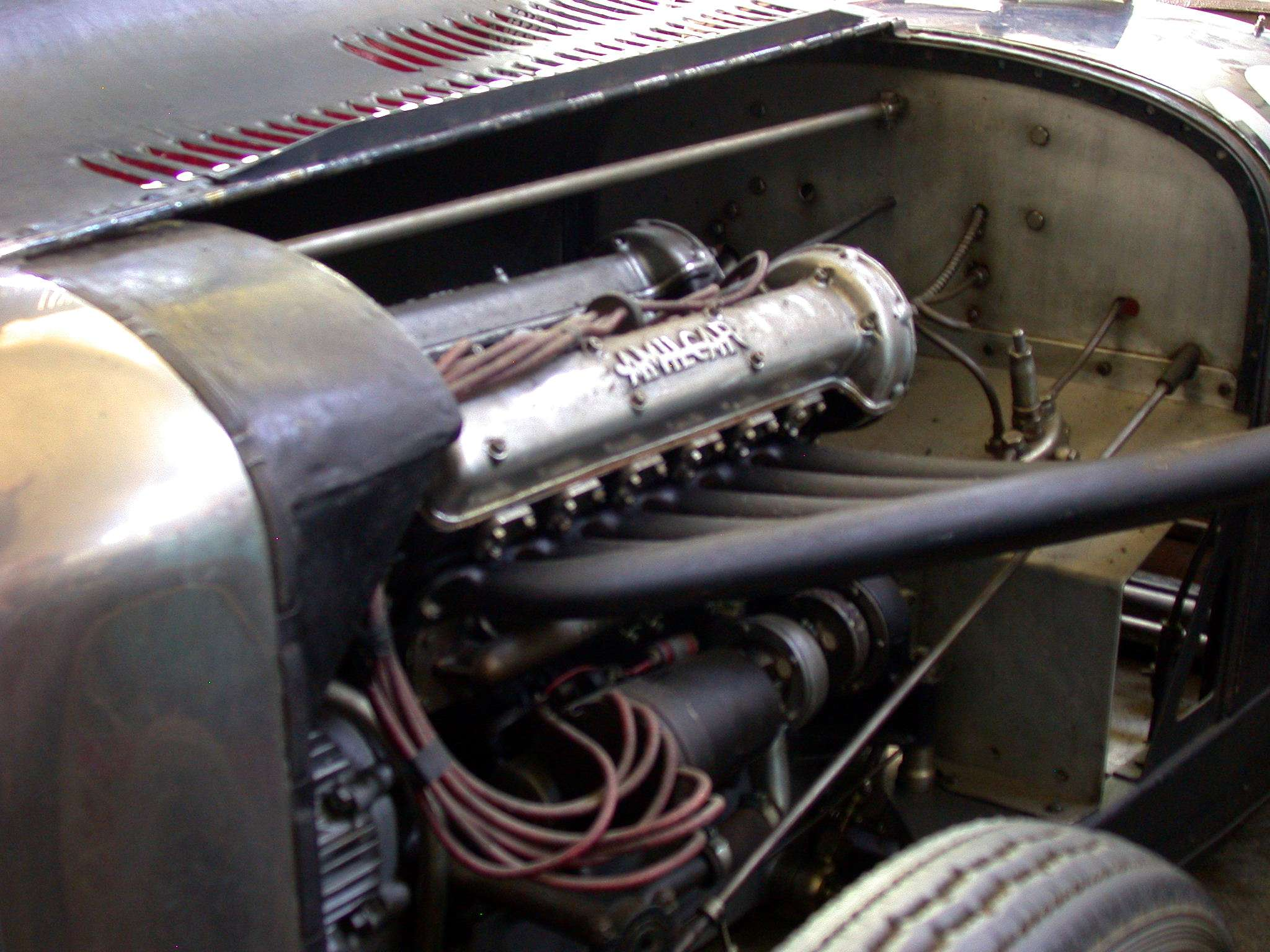
Amilcar CO, motor de 6 cilindros sobrealimentado

Desde sus comienzos, la marca estuvo presente en las competiciones automovilísticas. En 1922, logró la Bol de Oro Automovilística (2º en 1925).
En 1925, para contrarrestar a Salmson, el coche de carreras CO se equipó con un motor de seis cilindros con doble árbol de levas en cabeza, cigüeñal sobre siete puntos de apoyo y 1100 cc de cilindrada sobrealimentado. Este coche batió el récord de la milla lanzada de su categoría, con una velocidad de  197,42 km/h.
La versión de calle, el deportivo C6 lanzado en 1927, también poseía un motor con doble árbol de levas en cabeza. Ese mismo año, André Lefebvre-Despaux ganó el rally de Montecarlo, sobre un Amilcar con motor de 1100 cc. En 1928, Ernst von Halle terminó tercero del Eifelrennen sobre el circuito de Nürburgring; y Vernon Balls quinto de las 6 Horas de Brooklands. En 1939, la compañía participó en las 500 Millas de Indianápolis con Jules Moriceau. En 1930, Charles Bénitah ganó el Gran Premio de Marruecos en la categoría Turismo de la Anfa.
En 1933, Amilcar se impuso por segunda vez en la Bol de Oro, después de haber sido cuarta en 1931. Sería quinta en la prueba todavía en 1933 y en 1934, y segunda de las 8 Horas de la Bol de Oro en 1935, siendo entonces una carrera de precalificación. En 1936, Georges Grignard acabó tercero en el último podio en la Bol, después de que en septiembre del mismo año Fernande Roux obtuviera también un tercer lugar, esta vez del gran Premio del M.C.F. En 1938, René Biolay fue todavía segundo en las Copas de París en el autódromo de Linas-Montlhéry, y después cuarto en el Gran Premio de las Fronteras. Tras el conflicto mundial, los resultados ya no estuvieron a la altura esperada, incluso durante la Bol de Oro (André Le Jamtel tan solo pudo ser 4º en 1948).

### Período de entreguerras
A partir de 1925, se fabricó un pequeño automóvil de turismo, el tipo G, seguido por los modelos L, M, M2, M3 y M4.
En 1929 se inició la fabricación de un modelo de lujo de 13 CV, el CS8, con un bloque motor de ocho cilindros en línea de 2,3 litros, con un árbol de levas en cabeza. Teniendo un buen comportamiento en carretera y una velocidad punta de 120 km/h, el CS8 desapareció rápidamente del mercado debido a su mediocre fiabilidad.
En agosto de 1934, las reducidas ventas llevaron al cierre definitivo de la fábrica de Saint-Denis.
En otoño, Amilcar presentó el modelo Pégase, producido con medios reducidos en Boulogne-Billancourt. Poseía un motor de cuatro cilindros Delahaye y ruedas delanteras independientes.
En septiembre de 1937, la sociedad que había sido vendida y se fusionó con Hotchkiss, presentó el Amilcar Compound, un vehículo muy adelantado en su concepción debido a Jean Albert Grégoire. 
La producción de los coches Amilcar no sobrevivió a la Segunda Guerra Mundial.

### Cifras de producción
Los valores indicados en este cuadro están deducidos de los números de serie consignados en los registros de producción y a veces pueden ser aproximados.
| Modelo | Unidades producidas |
| ------ | ------------------- |
| CC     | 5000                |
| CS     | 1400                |
| C4     | 4950                |
| CGS    | 2925                |
| CGS3   | 697                 |
| CGSS   | 984                 |
| C6     | 50 a 60             |
| Tipo G | 2500                |
| Tipo L | 1500                |
| Tipo M | 1174                |

| Modelo      | Unidades producidas |
| ----------- | ------------------- |
| Tipo M2     | 2650                |
| Tipo M3     | 2726                |
| Tipo M4     | 70                  |
| Tipo E      | 500                 |
| Tipo J      | 300                 |
| 8 cilindros | 800                 |
| 5 CV        | 2456                |
| Pégase      | Más de 300          |
| Compound    | 900                 |